# Осока волосиста
Осока́ волоси́ста (Carex pilosa) — багаторічна трав'яниста рослина вид роду осока (Carex) родини осокові (Cyperaceae).

## Опис

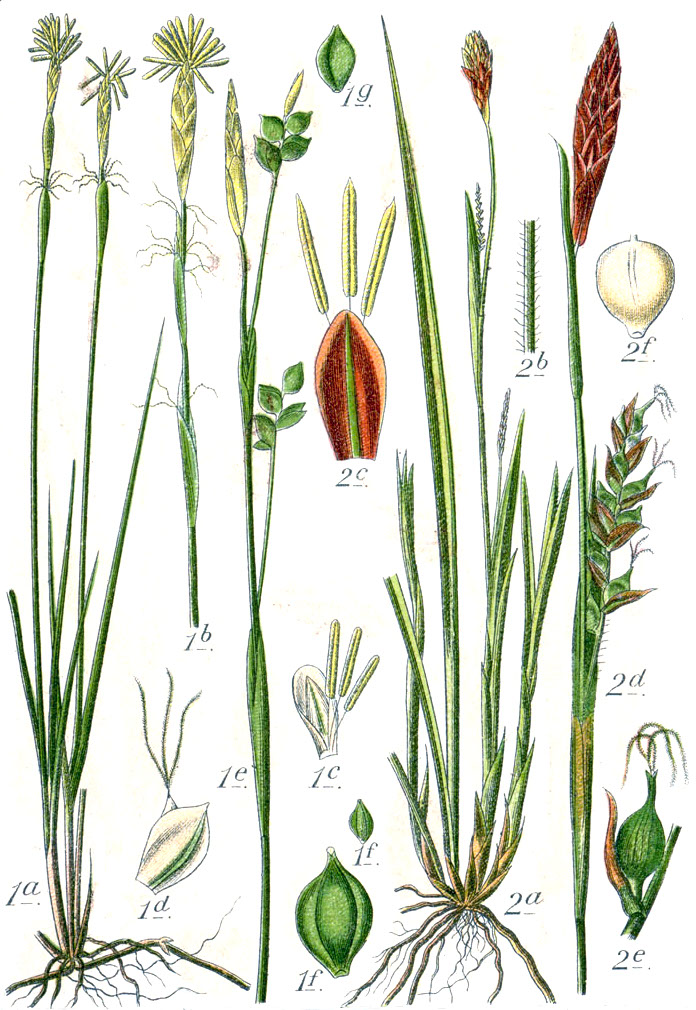
Ботанічна ілюстрація Якоба Штрума з книги «Deutschlands Flora in Abbildungen», 1796 2 — Carex pilosa

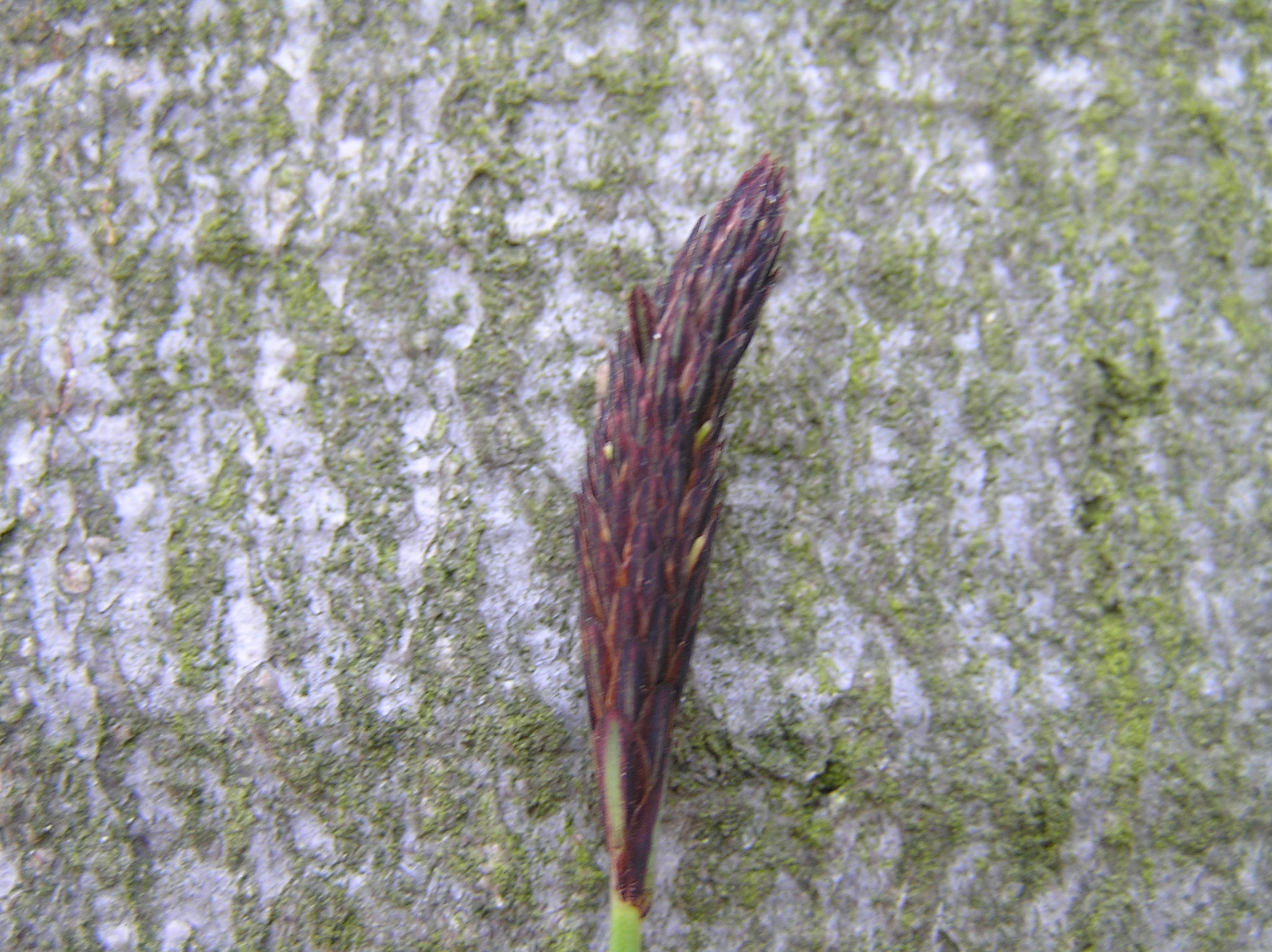
Чоловіче суцвіття

Це зелена рослина з повзучими кореневищами, що дають довгі тонкі дерев'янисті пагони й бічні репродуктивні пагони. Пагони оточені при основі пурпуровими піхвами листків.
Стебла тригранні, гладкі, 40–50 см заввишки.
Листя м'яке, знизу більш бліде, 4–10 мм завширшки, коротко загострене, рівне стеблу. Листові пластинки з обох боків і по краях зазвичай волосисті, на репродуктивних пагонах коротші, ніж на вегетативних.
Верхній колосок тичинковий, довгасто-булавоподібний, 2–3 см завдовжки, з яйцеподібними, тупими, каштановими лусками; решта (1)2–3 маточкові, рідкоцвіткові, особливо донизу, з 5–12 квіток, циліндричні, 2-4 см довжиною, зазвичай на довгих (до 8-10 см) і потовщених гладких ніжках, що виступають з піхов покривного листя, здебільшого прямовисні. Луски маточкових колосків ланцетоподібні, шипуваті, коротко загострені, червонувато-іржаві, посередині світло-зелені, з трьома жилками, коротше мішечка (досягають половини носика). Рилець 3. Мішечки 4,5–5 (5,5) мм довжиною, в поперечному перерізі яйцеподібні, тупо-тригранні, в основі клиноподібні, 3,5–5 (8) мм довжиною, з численними тонкими жилками, світло-зелені, пізніше жовтуваті, розсіяно запушені або голі, з трохи вигнутим назовні, косо усіченим або виїмчастим, спереду клиноподібно розщепленим носиком 1,2–1,5 (2) мм завдовжки. Нижній покривний лист з піхвою 3-4 мм довжиною і листовою платівкою.
Плід нерідко з глибокими западинами на гранях. Плодоносить у квітні-травні.
Число хромосом 2n = 44, 48, 52, 56.
Вид описаний зі Словенії.

## Поширення
- Центральна і Південна (рідко) Європа;
- Балтійські країни: Латвія (околиці Даугавпілса), Литва;
- Європейська частина Росії: околиці Санкт-Петербурга (піднесеність Кірхгофф), південний схід Псковської і Новгородської областей, верхів'я Волги і Ками (південь), басейн Волги і Дону, Заволжя, Причорнозем'я;
- Україна: Середня частина Дніпра.

Росте в листяних (часто широколистяних) і змішаних лісах і чагарниках.